# 작가의 소리
작가의 소리는 글의 특정 부분 (또는 여러 작품) 내의 통사, 발음, 문장 부호, 성격화, 대사 등의 일반적 용법의 조합이자, 저자의 개별적 쓰기 방식이다. 소리는 악기의 고유성의 관점에서 생각 될 수 있다. 트럼펫은 튜바와 다른 소리를 내고 바이올린도 비올라와 다른 소리를 내며, 그처럼 한 저자의 말은 다른 사람의 말과 다른 소리를 가진다. 한 작가는 가볍고 빠른 소리를 낼 수 있지만 어두운 소리를 낼 수도 있다.

## 같이 보기
- 문학 기법
- 문학 요소
- 연설작가
- 문체
- 작가의 폐색